# Triśur
Triśur (hindi तृश्शूर, trl. Triśūr) – miasto w południowych Indiach, w środkowej części stanu Kerala, w dystrykcie Triśur, około 240 km w linii prostej na północny zachód od stolicy stanu – Tiruwanantapuramu. Jest siedzibą administracyjną dystryktu.
W 2011 miasto zamieszkiwało 315 957 osób. Było piątym pod względem liczby ludności miastem w stanie Kerala. Mężczyźni stanowili 48,2% populacji, kobiety 51,8%. Umiejętność pisania posiadało 97,06% mieszkańców w przedziale od siedmiu lat wzwyż, przy czym odsetek ten był wyższy u mężczyzn – 98,12%. Wśród kobiet wynosił 96,09%. Dzieci do lat sześciu stanowiły 8,35% ogółu mieszkańców miasta. W strukturze wyznaniowej przeważali hinduiści – 54,20%. Chrześcijaństwo deklarowało 40,02%; 5,50% liczyła społeczność muzułmanów, 0,02% buddystów i 0,01% dźinistów. Około 25% mieszkańców miasta żyło w slumsach.
Nazwa miasta pochodzi od słowa Thrissivaperur, oznaczającego w języku malajalam świętą ziemię Śiwy. Świątynia poświęcona temu bóstwu położona jest w centrum miasta i stanowi jedną z jego największych atrakcji turystycznych. Triśur uważa się za kulturalną stolicę stanu. Odbywa się tu m.in. jeden z najważniejszych festiwali hinduistycznych w Kerali – Thrissur Pooram.